# Öradtjärnen (Floda socken, Dalarna)
Öradtjärnen är en sjö i Gagnefs kommun i Dalarna och ingår i Dalälvens huvudavrinningsområde.